# Warta
Warta (česky Varta) je řeka ve středozápadním Polsku. Protéká územím Slezského, Lodžského, Velkopolského a Lubušského vojvodství. Je to pravý přítok Odry. Délka Warty je větší než délka Odry nad místem soutoku. Je 762 km dlouhá. Povodí má rozlohu 54 529 km².

## Průběh toku
Pramení v blízkosti Kromołowa, nejstarší části města Zawiercie na Krakovsko-čenstochovské juře (Wyżyna Krakowsko-Częstochowska) a poté vtéká do Velkopolské nížiny. Ve městě Čenstochová mění směr a teče na sever v úzké dolině. U města Koło se obrací na západ do Wartsko-Oderské pradoliny. Nedaleko města Śrem začíná Poznaňský průlom Warty. Za Poznaní mine západně Notecký prales a vtéká do Toruňsko-Eberswaldské pradoliny. Ve městě Santok přijímá svůj největší přítok Noteć. Na oddělených úsecích využívá pradoliny vzniklé po odtoku ledovcových vod. Do Odry se vlévá na německých hranicích v Kostříně, nad kterým byl vytvořen Národní park Ústí Warty.

## Přítoky
- zleva – Kiełbaska, Liswarta, Prosna, Obra, Postomia
- zprava – Widawka, Rgielewka, Ner, Meszna, Wełna, Noteć, Kłodawka, Cybina

| Název řeky          | Přítok | Pramen                                                   | Ústí                | Délka [km] | Povodí [km2] |
| ------------------- | ------ | -------------------------------------------------------- | ------------------- | ---------- | ------------ |
| Stradomka           | L      | Herby                                                    | Čestochová          | 19,5       | 256,8        |
| Radomka             | P      | Blok Dobryszyce                                          | Bobry               | 15,0       | 51,4         |
| Liswarta            | L      | Mzyki                                                    | Kule                | 93,0       | 1558         |
| Olešnice            | L      | Wieluń                                                   | Niechmirów          | 37,8       | 608          |
| Widawka             | P      | Radomszczańská pahorkatina gmina Kodrąb                  | Jeziorko            | 95,8       | 2385         |
| Żeglina             | L      | Złoczew                                                  | Sieradz             | 30,0       |              |
| Ner                 | P      | Lodž                                                     | Majdany             | 134,0      | 1866         |
| Rgielewka           | P      | Józefowo                                                 | Powiercie           | 35,0       |              |
| Kiełbaska           | L      | Żdżenice                                                 | Koło                | 45,0       | 490,9        |
| Powa                | L      | Smaszew                                                  | Rumin               | 44,2       | 369,5        |
| Warcica             | P      | Koło                                                     | Pogorzałki          | 20,5       |              |
| Czarna Struga       | L      | Żelazków                                                 | Zagórów             | 52,0       |              |
| Meszna              | P      | jezero Powidzkie                                         | Policko             | 37,0       | 705          |
| Wrześnica           | P      | Hnězdno                                                  | Samarzewo           | 49,0       | 355          |
| Prosna              | L      | Wolęcin                                                  | Modlica             | 216,8      | 4924,7       |
| Lutynia             | L      | Korytnica                                                | Orzechowo           | 60,0       |              |
| Maskawa             | P      | Józefowo                                                 | Jaszkowo            | 56,4       | 620,8        |
| Samica Stęszewska   | L      | Grzebienisko                                             | Rogalinek           | 37,8       | 182,7        |
| Wirenka             | L      | Palędzie                                                 | Łęczyca             | 17,0       |              |
| Kopel               | P      | mezi obcemi Sokolniki Gwiazdowskie a Puszczykowo-Zaborze | Czapury             | 34,0       | 388          |
| Strumień Junikowski | L      | Ławica                                                   | Luboň               | 11,7       | 48,4         |
| Bogdanka            | L      | Strzeszyńské jezero                                      | Poznaň              | 9,0        |              |
| Cybina              | P      | Iwno                                                     | Poznaň              | 41,0       | 213          |
| Główna              | P      | Lednica                                                  | Poznaň              | 45,6       | 247          |
| Trojanka            | P      | Puszcza Zielonka                                         | Mściszewo           | 20,0       | 147,6        |
| Wełna               | P      | Osiniec                                                  | Oborniki            | 118,0      | 2621         |
| Samica Obornicka    | L      | Kierské jezero                                           | Kiszewo             | 36,5       | 224,1        |
| Sama                | L      | Batorowo                                                 | Obrzycko            | 44,2       | 448,4        |
| Oszczynica          | L      | Lubocześnické jezero                                     | Sieraków            | 37,5       | 293,7        |
| Obra                | L      | Stara Obra                                               | Skwierzyna          | 254,0      | 4022         |
| Noteć               | P      | Szczecin                                                 | Santok              | 391,3      | 17300        |
| Kłodawka            | P      | Velké Karské jezero                                      | Gorzów Wielkopolski | 27,3       |              |
| Witna               | P      | Velké jezero, okolí                                      | Białczyk            | 15,0       |              |
| Postomia            | L      | Postomsko jezero                                         | Kostřín nad Odrou   | 67,0       | 425          |

V tomto článku byl použit překlad textu z článku Warta na polské Wikipedii.

## Osídlení
Na řece leží města Zawiercie, Myszków, Čenstochová, Działoszyn, Sieradz, Warta, Uniejów, Kolo, Konin, Pyzdry, Śrem, Mosina, Puszczykowo, Luboň, Poznaň, Oborniki, Obrzycko, Wronki, Sieraków, Międzychód, Skwierzyna, Gorzów Wielkopolski a Kostřín nad Odrou.

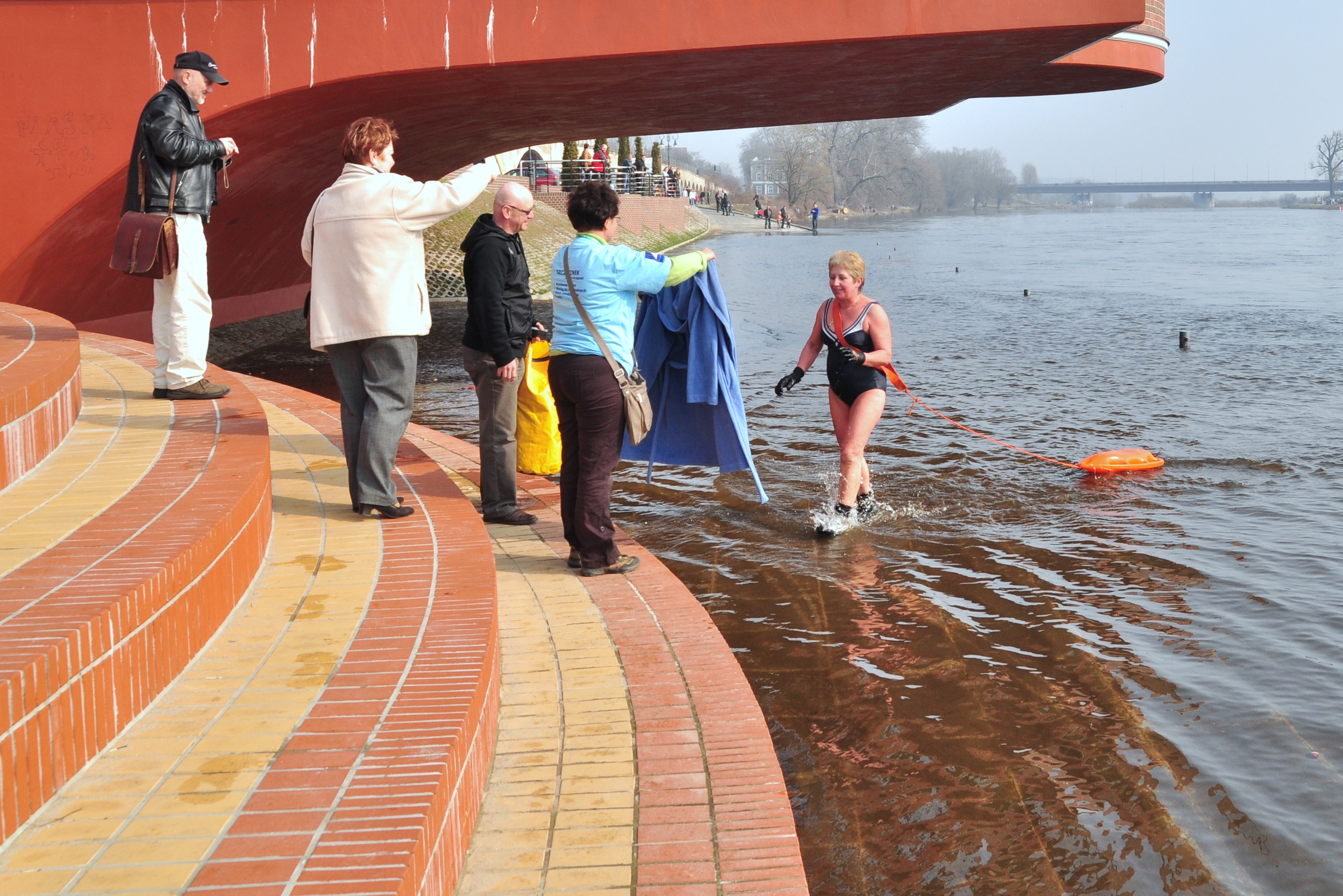
Gorzów Wielkopolski. Přeplavání řeky při teplotě vody 4,5 °C

## Vodní režim
Vyšší vodní stav má na jaře (březen, duben), v létě a na podzim může docházet k nárazovým povodním. Nezamrzá každý rok. Průměrný dlouhodobý průtok činí 215 m³/s. V délce 350 km je regulovaná pomocí jezů.

## Využití
Na řece je možná vodní doprava do Poznaně a pro menší lodě až k ústí levého přítoku řece Prosna. Přes splavný přítok Noteć a Bydhošťský průplav mezi městy Nakło nad Notecią a Bydhošť je spojena s povodím řeky Visly.